# Quốc huy Ấn Độ
Quốc huy Ấn Độ chỉ quốc huy của Cộng hòa Ấn Độ, được sử dụng bởi Chính phủ liên bang Ấn Độ, chính quyền bang và các cơ quan chính phủ khác. Biểu tượng này trở thành biểu tượng chính thức của Lãnh thổ tự trị Ấn Độ vào tháng 12 năm 1947, và sau đó trở thành quốc huy của Cộng hòa Ấn Độ. Quốc huy Ấn Độ cũng là con dấu chính thức của Chính phủ Ấn Độ. Nó xuất hiện trên tài liệu chính thức của nhà nước, tiền tệ và giấy thông hành.

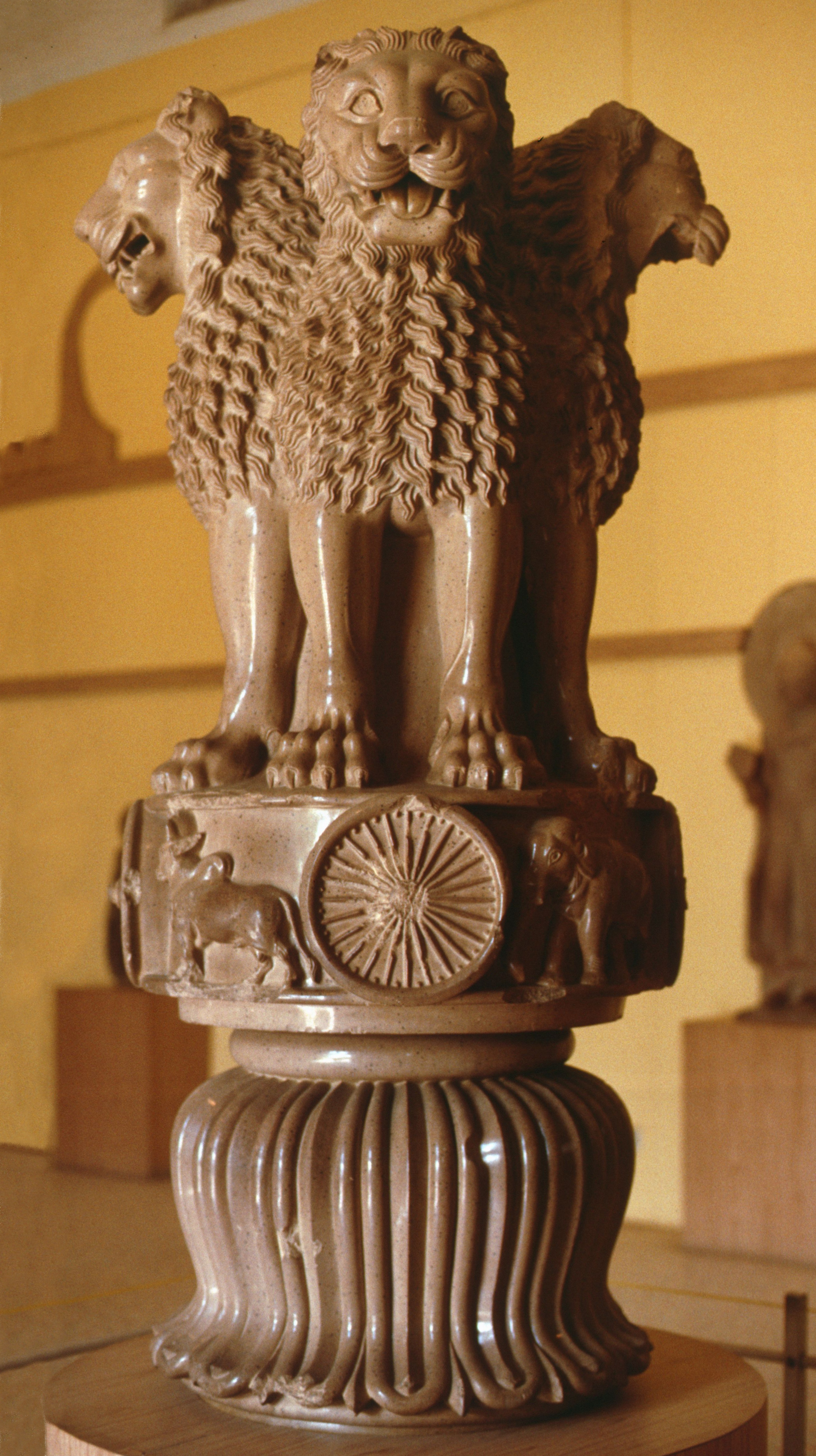
Đầu trụ sư tử Ashoka, niên đại thế kỷ 3 TCN, Bảo tàng Sarnath

Quốc huy này được Chính phủ Ấn Độ thông qua vào ngày 26 tháng 1 năm 1950, ngay trong ngày Ấn Độ trở thành một nước cộng hòa. Thiết kế được chuyển thể từ Đầu trụ sư tử Ashoka, vốn là một tác phẩm điêu khắc cổ của Ấn Độ, có niên đại từ năm 280 trước Công nguyên dưới thời Đế chế Maurya; ngược về lịch sử là một tác phẩm điêu khắc ban đầu được dựng lên tại Sarnath, nơi Đức Phật Gautama lần đầu tiên giảng dạy Pháp, hiện nay thuộc bang Uttar Pradesh, Ấn Độ. Đầu trụ này gồm bốn con sư tử châu Á đứng quay lưng vào nhau, tượng trưng cho sức mạnh, lòng dũng cảm, sự tự tin và sự tin tưởng. Những con sư tử được gắn trên một mũ cột tròn và mũ cột được gắn trên một bông sen. Bánh xe Pháp luân Dharmachakra nằm ở trung tâm của mũ cột. Bánh xe có 24 nan hoa tượng trưng cho sự tiến bộ và tiến hóa của nền văn minh nhân loại. Tiêu ngữ "Satyameva Jayate" (tạm dịch: "chỉ sự thật chiến thắng") được khắc bên dưới mũ cột bằng chữ Devanagari, viết từ trái sang phải. 
Quốc huy Ấn Độ được sử dụng bởi Chính phủ Ấn Độ và tất cả cơ quan trực thuộc, cũng như bởi tất cả các chính quyền bang và chính quyền lãnh thổ liên minh ở Ấn Độ. Quốc huy cũng được công dân Ấn Độ sử dụng trên tiêu đề thư, danh thiếp và các mục đích sử dụng cá nhân khác nhưng chịu một số hạn chế nhất định. Việc sử dụng quốc huy này được điều chỉnh bởi Đạo luật về Biểu tượng Nhà nước Ấn Độ (Cấm sử dụng sai cách) năm 2005 và Quy tắc về Biểu tượng Nhà nước Ấn Độ (Quy định sử dụng) năm 2007. Việc sử dụng sai thẩm quyền phù hợp sẽ bị trừng trị theo luật